# Maud Cunard
Maud Alice Burke, lady Cunard, född 3 augusti 1872, död 10 juli 1948, var en amerikansk arvtagerska och brittisk societetskvinna. 
Hon föddes i San Francisco som dotter till James Burke. Hon gifte sig 1895 med sir Bache Cunard.  
Hon tillhörde den kategori kvinnor som blev kända som "amerikanska arvtagerskor", kvinnor som i slutet av 1800-talet gifte in sig i den brittiska adeln. Under den edvardianska eran tillhörde hon, vid sidan av Consuelo Montagu, Nancy Astor, Beatrice Forbes, Mary Curzon och Ava Lowle Willing, alla så kallade "amerikanska arvtagerskor", de tongivande stil- och modeikonerna inom den brittiska överklassen.
Hon var under flera decennier en av den brittiska societetens centralfigurer och utövade stort inflytande genom sitt beskydd av konstnärer och politiker, och karikerades i pressen.